# Udvarfalva
Udvarfalva (románul Curteni, németül Hofstätten) falu Romániában, Maros megyében.

## Fekvése
A falu a Maros jobb partján, Marosvásárhelytől 7 km-re északkeletre fekszik a Határ-pataka választja el Marosszentannától, amelyhez közigazgatásilag tartozik.

## Története
1332-ben Oduarfalua néven említik először. Ősidők óta lakott hely, határában őskori leletek kerültek elő. Neve onnan van, hogy itt állt egykor a Rozsnyai család udvarháza. A falu egykor a Maros bal partján feküdt, a sorozatos áradások miatt azonban 1786-ban mai helyére költözött. Középkori templomából semmi sem maradt, csakúgy mint az 1735-ig fennállt minorita rendházból sem. A Rozsnyai család ősi fészke, akik 1582-ben kaptak nemességet.
Református temploma 1795-ben, ortodox temploma 1935-ben épült.A mai református templom 2019-ben lett felújítva. 1910-ben 654 lakosából 611 magyar, 33 román volt. A trianoni békeszerződésig Maros-Torda vármegye Marosi felső járásához tartozott. 1992-ben 881 lakosából 859 magyar és 22 román.